# Deurali (Ramechhap)
Deurali (nep. देउराली) – gaun wikas samiti w środkowej części Nepalu w strefie Dźanakpur w dystrykcie Ramechhap. Według nepalskiego spisu powszechnego z 2001 roku liczył on 670 gospodarstw domowych i 3459 mieszkańców (1877 kobiet i 1582 mężczyzn).